# Friedrich Wilhelm Andreas John
Friedrich Wilhelm Andreas John (* 22. März 1835 in Osterwieck; † 28. Dezember 1912 ebenda) war ein deutscher Jurist und Politiker in Preußen.

## Leben
John besuchte das Gymnasium in Halberstadt und Magdeburg. Anschließend studierte er Rechtswissenschaft in Göttingen, Greifswald, Berlin und Halle. Als Reserveoffizier, zuletzt mit dem Dienstgrad Hauptmann, nahm er 1866 am Deutschen Krieg und 1871/1872 am Deutsch-Französischen Krieg teil. Von 1877 bis 1889 war er Bürgermeister von Osterwieck. Nach 1892 war er Angestellter des preußischen Statistischen Amtes in Berlin.
Am 1. August 1889 gewann er als Kandidat der Deutschen Reichspartei eine Ersatzwahl im Reichstagswahlkreis Magdeburg 8 (Halberstadt, Oschersleben, Wernigerode) und gehörte dem Reichstag bis zum Ende der Legislaturperiode im folgenden Jahr an. Bei der Reichstagswahl 1890 unterlag er dem nationalliberalen Kandidaten Hans Rimpau.